# Euxestoxenus fenicolus
Euxestoxenus fenicolus là một loài bọ cánh cứng trong họ Cerylonidae. Loài này được John miêu tả khoa học năm 1968.